# Melbourne Rectangular Stadium
Il Melbourne Rectangular Stadium, chiamato anche AAMI Park, è un impianto sportivo di Melbourne, in Australia, usato per partite di rugby e calcio.

## Calcio
Ospita le partite casalinghe del Melbourne Victory FC e Melbourne City FC militanti in A-League.